# Fretigney-et-Velloreille
Fretigney-et-Velloreille ist eine Gemeinde im französischen Département Haute-Saône in der Region Bourgogne-Franche-Comté.

## Geographie
Fretigney-et-Velloreille liegt auf einer Höhe von 233 m über dem Meeresspiegel, 14 Kilometer nordöstlich von Gy und etwa 28 Kilometer nordnordwestlich der Stadt Besançon (Luftlinie). Das Dorf erstreckt sich im Westen des Départements, im Saônebecken, in einer weiten Mulde des Dhuits, am Nordwestrand des Hügellandes zwischen Saône und Ognon.
Die Fläche des 22,02 km² großen Gemeindegebiets umfasst einen Abschnitt der leicht gewellten Landschaft südöstlich der Saône. Naturräumlich ist das Gebiet zweigeteilt. Der Hauptteil wird vom schwach reliefierten Saônebecken eingenommen, das teils aus tertiären Sedimenten, teils aus jüngeren Ablagerungen der Flüsse, sogenannten Alluvionen aufgebaut ist. Entwässert wird das Gebiet durch den Dhuits, der südlich des Dorfes entspringt, durch eine weite Mulde fließt und an der Nordgrenze der Gemeinde in die Romaine mündet. Die überwiegend landwirtschaftlich genutzte Mulde wird im Osten von der Anhöhe des Bois des Vaivrottes flankiert. Nach Nordwesten erstreckt sich das Gemeindeareal auf das Plateau, das durchschnittlich auf 240 m liegt und von den ausgedehnten Waldungen des Bois de l'Abbaye eingenommen wird. 
Nach Süden und Südosten steigt das Gelände allmählich an zur Hügellandschaft, die zwischen den Flusstälern von Saône und Ognon liegt. Dieser Teil besteht in geologischer Hinsicht aus kalkigen und sandig-mergeligen Schichten der mittleren und oberen Jurazeit. Im Süden reicht das Gebiet bis in den Bois du Vermot (384 m) mit seiner Grotte de la Baume. Die südöstliche Abgrenzung verläuft auf dem Höhenzug des Bois de Chanenot, der zum Hochplateau von Recologne überleitet. Hier wird mit 403 m die höchste Erhebung von Fretigney-et-Velloreille erreicht.
Die Gemeinde besteht aus dem Hauptort Fretigney (233 m) in der Talmulde des Dhuits, dem Weiler Velloreille-lès-Fretigney (262 m) auf dem Plateau westlich des Dorfes und einigen Gehöften. Nachbargemeinden von Fretigney-et-Velloreille sind Vezet, Le Pont-de-Planches und Neuvelle-lès-la-Charité im Norden, Bourguignon-lès-la-Charité, Maizières und Recologne-lès-Rioz im Osten, Villers-Bouton, Oiselay-et-Grachaux und Frasne-le-Château im Süden sowie Vaux-le-Moncelot und Les Bâties im Westen.

## Geschichte
Das Gemeindegebiet von Fretigney war schon in prähistorischer Zeit besiedelt. Die frühesten Spuren der Anwesenheit des Menschen wurden in der Grotte de la Baume gefunden: ein gravierter Stein (Kopf und Brust eines Pferdes) aus der Zeit des Magdalénien. 
Bereits im Jahr 937 wird Fretigney erstmals urkundlich erwähnt. Im Mittelalter gehörte das Dorf zur Freigrafschaft Burgund und darin zum Gebiet des Bailliage d’Amont. Die lokale Herrschaft hatten die Herren von Oiselay inne. Zusammen mit der Franche-Comté gelangte Fretigney mit dem Frieden von Nimwegen 1678 definitiv an Frankreich. Zu einer Gebietsveränderung kam es 1806, als Fretigney und das bis dahin selbständige Velloreille-lès-Fretigney (1806: 83 Einwohner) zur neuen Gemeinde mit dem Namen Fretigney-et-Velloreille vereinigt wurden. Seit 2007 ist Fretigney-et-Velloreille Mitglied des 20 Ortschaften umfassenden Gemeindeverbandes Communauté de communes des Monts de Gy.

## Sehenswürdigkeiten

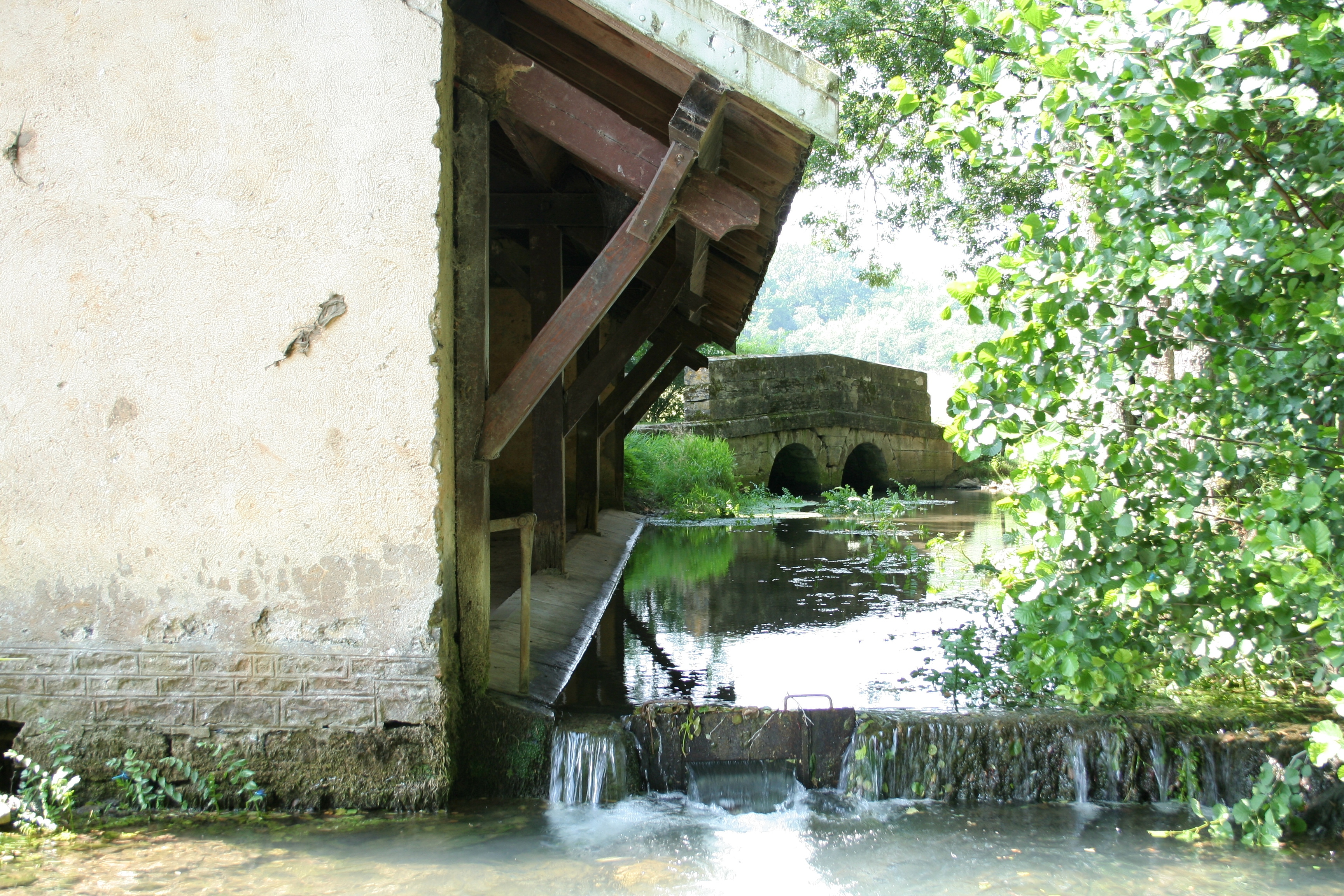
Lavoir

Die Kirche Saint-Julien in Fretigney wurde 1759 neu erbaut. Sie besitzt eine oktogonale Kuppel und ist seit 1988 als Monument historique klassifiziert. Zur Ausstattung gehören bemerkenswerte Stuckaltäre aus dem 18. Jahrhundert, eine Kanzel im Louis-XV-Stil und verschiedene Grabplatten. 
Ebenfalls aus dem 18. Jahrhundert stammt ein kleines Schloss, das der ehemalige Sitz der Äbte von Notre-Dame-de-la-Charité war. Auf dem Dorfplatz steht ein Rundbrunnen mit hoher Säule, der 1884 errichtet wurde.

## Bevölkerung
| Jahr                       | 1962 | 1968 | 1975 | 1982 | 1990 | 1999 |
| Einwohner                  | 601  | 799  | 746  | 659  | 577  | 626  |
| Quellen: Cassini und INSEE |      |      |      |      |      |      |

Mit 751 Einwohnern (1. Januar 2022) gehört Fretigney-et-Velloreille zu den kleineren Gemeinden des Département Haute-Saône. Nachdem die Einwohnerzahl in der ersten Hälfte des 20. Jahrhunderts stets im Bereich zwischen 500 und 600 Personen gependelt hatte, wurde während der 1960er Jahre ein Bevölkerungswachstum verzeichnet. Seither hat die Einwohnerzahl insgesamt wieder abgenommen.

## Wirtschaft und Infrastruktur
Fretigney-et-Velloreille war bis weit ins 20. Jahrhundert hinein ein vorwiegend durch die Landwirtschaft (Ackerbau, Obstbau und Viehzucht) und die Forstwirtschaft geprägtes Dorf. Heute gibt es verschiedene Betriebe des Klein- und Mittelgewerbes, vor allem in den Branchen Feinmechanik und Metallverarbeitung. In den letzten Jahrzehnten hat sich das Dorf zu einer Wohngemeinde gewandelt. Viele Erwerbstätige sind deshalb Wegpendler, die in den größeren Ortschaften der Umgebung ihrer Arbeit nachgehen.
Der Ort ist verkehrstechnisch gut erschlossen. Er liegt an der Hauptstraße D474, die von Gray via Gy nach Vesoul führt. Durch eine Ortsumfahrung ist der Dorfkern vom Transitverkehr entlastet. Weitere Straßenverbindungen bestehen mit Fresne-Saint-Mamès, Scey-sur-Saône-et-Saint-Albin, Bourguignon-lès-la-Charité, Recologne-lès-Rioz, Oiselay-et-Grachaux und Les Bâties.